# Kadhdhoo Airport
Kadhdhoo Airport är en flygplats i Maldiverna. Den ligger i administrativa atollen Laamu Atholhu, i den södra delen av landet. Kadhdhoo Airport ligger 9 meter över havet. Den ligger på ön Kadhdhoo.
Terrängen runt Kadhdhoo Airport är mycket platt. Närmaste större samhälle är Fonadhoo, 3,7 km sydväst om Kadhdhoo Airport. 